# Генріх Барбль
Генріх Барбль (нім. Heinrich Barbl) — німецький військовик часів Другої світової війни, звання СС Шарфюрер. Добровільно пішов на співпрацю з німецьким урядом і був направлений до військ СС.
Гйнріх Барбль народився в Сарленсбах (Австрія) 3 березня 1900 року. Слюсар за професією, він був членом НСДАП і СС. Розпочав свою кар'єру в нацистських органах:
- Спочатку це був Центр евтаназії «Гартхайм»[1], де він займався слюсаркою, а саме виготовляв металеві диски для урн з іменами загиблих, відмітився тим, що викрадав деякі речі навіть в тій ситуації, внаслідок чого родичі потерпілих отримували урни з іменами, водночас, в стані неправильного утривання та використання тих урн.
- Після відкриття Східного фронту його було направлено в 1942 році до СС підрозділу табору «Белжець», де він займався спорудженням газових камер, а саме газових труб, з наступним випробовуванням їх на в'язнях табору.
- Згодом, він, опісля побудови табору, був переведений до Собібору де знову був зайнятий спорудженням газових камер табору «Собібор»[2]. Барбль називав себе «Hausklempner», майстер- сантехнік в Белжеці і Собіборі. Барбль відмітився старанною роботою в Собіборі, саме, в період з квітня по червень 1942 року, коли, за свідченням Еріха Бауера, він весь час перебував у п'яному стані, але постійно брав участь у тестуванні газових камер.

Опісля війни його було звинувачено у причетності до військових злочинів за часи Другої світової війни. Генріха Барбля так й не було віднайдено, оскільки його сліди губляться наприкінці війни в італійському Трієсті, де він, по закінченню «Операції Рейнгард» теж облаштовував табір для військовополонених.